# Illawarra Hawks
Pour les articles homonymes, voir Hawks.
Maillots
Les Illawarra Hawks sont un club australien de basket-ball basé à Wollongong en Nouvelle-Galles du Sud en Australie. Le club appartient à la National Basketball League, le plus haut niveau en Australie.
Il s'agit du seul club restant, avec les Brisbane Bullets, à avoir été créé en même temps que la NBL en 1979.

## Historique
Les Hawks sont l'un des deux clubs seulement à avoir figuré dans la première édition de la NBL en 1979, même si d'autres se sont déplacés dans une autre ville au cours de l'histoire de la compétition nationale. Le seul autre club présent depuis la création de la NBL étant les Brisbane Bullets. Le club était d'abord connu sous le nom des Illawarra Hawks. Cette ancienne appellation fait référence à la région entourant la ville de Wollongong. Le changement du nom du club s'est effectué en fin de saison 1997-1998 ; l'équipe a également adopté un nouveau logo à cette occasion ainsi qu'une nouvelle salle située en plein centre-ville. Le club rechange de nom en 2015 pour s'appeler de nouveau Illawarra Hawks.

## Noms successifs

Logo de 1994 à 1998

Logo de 1998 à 2015

- 1979-1998 : Illawarra Hawks
- 1998-2015 : Wollongong Hawks
- 2015-2020 : Illawarra Hawks
- 2020-2021 : The Hawks
- 2021- : Illawarra Hawks

## Palmarès
- National Basketball League : 2001

## Entraîneurs successifs
- 1979-1980 :  Joe Farrugia
- 1980-1981 :  Adrian Hurley
- 1981-1982 :  Joe Farrugia
- 1982-1983 :  Tom Pottinger
- 1983-1985 :  Charlie Ammit
- 1985-1986 :  Ted Weston
- 1986-1993 :  Dave Lindstrom
- 1993-1996 :  Alan Black
- 1996-2007 :  Brendan Joyce
- 2006-2009 :  Eric Cooks
- 2009-2015 :  Gordie McLeod
- 2015-2019 :  Rob Beveridge
- 2019-2020 :  Matt Flinn
- 2020-2022 : / Brian Goorijan
- 2022- :  Jacob Jackomas

## Maillots retirés
- No 4 -  Chuck Harmison
- No 5 -  Gordie McLeod
- No 12 -  Glen Saville
- No 32 -  Mat Campbell
- No 33 -  Melvin Thomas

## Joueurs célèbres ou marquants
- Jahii Carson
- Tywain McKee
- David Andersen
- C.J. Bruton
- Tony Rampton
- LaMelo Ball